# Anales del Museo de Historia Natural de Montevideo
Anales del Museo de Historia Natural de Montevideo (abreviado Anales Mus. Hist. Nat. Montevideo) es una revista con ilustraciones y descripciones botánicas que es editada en Montevideo por el Museo de Historia Natural de Montevideo desde 1926 hasta ahora. Fue precedida por Anales Mus. Nac. Montevideo

## Publicación
- Vols. 1-7, (1894/97-1909/11), 1894-1911;
- ser. 2, vol. 1, (1904/25), 1925